# Ħal Għargħur
Ħal Għargħur – ou plus simplement Għargħur – est une localité de Malte d'environ 2 700 habitants, située dans le nord est de Malte, lieu d'un conseil local (Kunsilli Lokali) compris dans la région (Reġjun) Tramuntana.
La devise de Għargħur est Excelsior ("Le plus Haut"). Cette devise fait référence à la situation élevé de la ville sur les hauteurs qui surplombe la plaine nord.

## Origine
Quelques artéfacts romains retrouvés pendant la construction d'une route sont présentés à la Domus Romana de Rabat.
Les premières références à la ville de Għargħur remontent à 1419, dans les listes du Dejma, une milice chargée de protéger les maltais des raids barbaresques. Cette localité a en effet souffert d'une sévère crise de dépopulation pendant le haut Moyen Âge et dans les années suivantes à cause des attaques incessantes des pirates.

### Toponymie
Ħal ou Raħal", signifie village en maltais et a été restitué au nom de la localité par la loi sur les Kunsill Lokali qui a officialisé les noms des localités. L'origine de Għargħur est plus ambigu, cela pourrait être un dérivé de Gregorio ou Casal Gregorio, du temps où le vieux sicilien était courant à Malte au XVe siècle. Mais l'origine la plus probable du nom Għargħur est le nom de l'arbre national de Malte, le Għargħar.

## Paroisse
La fête paroissiale est célébrée le 24 août ou le dimanche suivant, la statue de Saint-Bartholomé est portée dans les rues illuminées, accompagnée de groupes musicaux, un feu d'artifice vient clore les festivités.

### Église
L'église de Saint-Bartholomé l'Apôtre date du début du XVIIe siècle, construite entre 1610 et 1638], elle a aujourd'hui une façade baroque. La façade originelle fut reconstruite en 1743 et est due à l'architecte maltais Tumas Dingli. Son intérieur est d'ordre dorique et parmi ses trésors, se trouve une statue de Saint-Bartholomé faite à Rome et attribuée à l'artiste maltais Melchiorre Gafa. Réalisée autour de 1666 (c'est la seconde plus lourde statue de Malte), elle est considérée comme étant le modèle de la statue de l'archibasilique Saint-Jean de Latran, à Rome. Elle fut amenée à Għargħur en 1772, restaurée une première fois en 1912, elle est restaurée de nouveau avec sa niche en 2005.

## Histoire
Għargħur était une petite communauté vivant dans un endroit où l'eau potable et les sols fertiles étaient particulièrement rares. Le village accueille nombre de réfugiés de la région du Grand Harbour au cours de la Seconde Guerre mondiale qui fuyaient les bombardements continus des Forces de l'Axe. C'est l'école publique qui fut utilisée pour abriter tous les réfugiés.

## Géographie
Għargħur se situe entre deux wieds : le wied il-Faħant et le Wied Anglu, sur le sommet d'une colline au bord de laquelle les britanniques ont construit les lignes de Victoria.
|        | Naxxar       |        |
| Naxxar | Ħal Għargħur | Swieqi |
| Iklin  | San Ġwann    |        |

## Sources
- (mt) Alfie Guillaumier, Bliet u Rħula Maltin (Villes et villages maltais), Klabb Kotba Maltin, Malte, 2005.
- (en) Juliet Rix, Malta and Gozo, Brad Travel Guide, Angleterre, 2013.
- Alain Blondy, Malte, Guides Arthaud, coll. Grands voyages, Paris, 1997.